# Józef Wojciechowski (piłkarz)
Józef Wojciechowski (ur. 2 stycznia 1909 we Wrzawach, zm. 18 kwietnia 1971 w Tarnowcu) – polski piłkarz występujący na pozycji bramkarza, trener, podoficer Wojska Polskiego w stopniu sierżanta. 
Wojciechowski był wychowankiem Bocheńskiego Klubu Sportowego, w którym występował w latach 1925–1929. Następnie trafił do grającej w I lidze Garbarni Kraków i reprezentował ją do 1927 roku. W barwach Garbarni zadebiutował 28 lipca 1929 roku w wygranym 1:0 z ŁKS–em Łódź. W debiutanckim sezonie zdobył z drużyną wicemistrzostwo, zaś w sezonie 1931 mistrzostwo Polski. Wojciechowski był reprezentantem Krakowa. Według relacji żony, zmarł podczas meczu swojej drużyny LZS Tarnowiec z LZS Lisią Górą, gdyż „nazbyt mocno przeżywał sport i trenerskie obowiązki”.

## Statystyki klubowe
| Sezon | Klub             | Liga   | Liga krajowa | Liga krajowa    | Liga krajowa |
| ----- | ---------------- | ------ | ------------ | --------------- | ------------ |
| Sezon | Klub             | Liga   | Mecze        | Stracone bramki | Gry na zero  |
| 1929  | Garbarnia Kraków | I Liga | 4            | 2               | 3            |
| 1930  | Garbarnia Kraków | I Liga | 9            | 21              | 0            |
| 1931  | Garbarnia Kraków | I Liga | 2            | 1               | 1            |
| 1932  | Garbarnia Kraków | I Liga | 4            | 2               | 3            |
| 1933  | Garbarnia Kraków | I Liga | 0            | 0               | 0            |
| 1934  | Garbarnia Kraków | I Liga | 0            | 0               | 0            |
| 1935  | Garbarnia Kraków | I Liga | 0            | 0               | 0            |
| 1936  | Garbarnia Kraków | I Liga | 0            | 0               | 0            |
| 1937  | Garbarnia Kraków | I Liga | 0            | 0               | 0            |
| Razem | Razem            | Razem  | 18           | 28              | 5            |

## Sukcesy

### Garbarnia Kraków
- Mistrzostwo Polski w sezonie 1931
- Wicemistrzostwo Polski w sezonie 1929